# Череплян
Череплян или Череплен (на гръцки: Ηλιοκώμη, Илиокоми, до 1934 Τσερέπλιανη, Церепляни) е село в Република Гърция, намиращо се в дем Амфиполи, област Централна Македония.

## География
Селото е разположено в югозападната част на Драмското поле, в северното подножие на Кушница.

## История

### Етимология
Според Йордан Н. Иванов името е жителско име от началното *Черепляне от местното име *Череп (чиреп) с вероятна епентеза на л.

### Средновековие
На голямата височина от 925 m в планината Кушница (Пангео), на 3 km югоизточно от Череплян са развалините на средновековната крепост Кайлес. Селото се споменава като Церепляни (Τζερέπλιανη) през януари 1316 година в преброяването на сиропиталището на Трифон Кедрин, което споменава присъствието в селото на 22 домакинства (енориаши на светогорския Иверски манастир) и един прокатимен, които се занимавали с лозарство и животновъдство.

### В Османската империя
В османски данъчен регистър от 1454/5 година се споменава като Череплен (Ĉereplen) с около 711 жители християни и 5 мюсюлмани.
Църквата „Света Богородица Животворящ източник“ е трикорабна базилика от XIX век.
Гръцка статистика от 1866 година показва Цетеплян (Τσετέπλιαν) като село със 125 жители турци.
Александър Синве ("Les Grecs de l’Empire Ottoman. Etude Statistique et Ethnographique"), който се основава на гръцки данни, в 1878 година пише, че в Дзореплис (Tzoréplis) живеят 120 гърци.
В „Етнография на вилаетите Адрианопол, Монастир и Салоника“, издадена в Константинопол в 1878 година и отразяваща статистиката на населението от 1873 година Череплен (Tchéreplen) е посочено като село със 77 домакинства и 150 жители мюсюлмани и 80 гърци.
В 1889 година Стефан Веркович (Топографическо-этнографическій очеркъ Македоніи) отбелязва Черепляне като село с 22 гръцки и 46 турски къщи.
Според Георги Стрезов към 1891 Черепян е гръцко село.
Към 1900 година според статистиката на Васил Кънчов („Македония. Етнография и статистика“), населението на Череплен брои 200 турци и 160 гърци. По данни на секретаря на Българската екзархия Димитър Мишев („La Macédoine et sa Population Chrétienne“) през 1905 година в Череплен (Tchereplen) има 425 жители гърци.

### В Гърция
След Междусъюзническата война в 1913 година селото попада в Гърция. В него са заселени гърци бежанци. Според преброяването от 1928 година Череплян е смесено местно-бежанско село със 137 бежански семейства и 495 души. В 1934 година селото е преименувано на Илиокоми, в превод Слънчево село.
В 2000 година Череплянското училище е обявено за паметник на културата.
| Име         | Име           | Ново име      | Ново име      | Описание                                           |
| ----------- | ------------- | ------------- | ------------- | -------------------------------------------------- |
| Чатал Азмак | Τσατάλ Άσμάκι | Кремасто Рема | Κρεμαστό Ρέμα | река на С от Череплян                              |
| Потося      | Μοτόσγια      | Ставли        | Σταύλοι       | местност на СЗ от Череплян                         |
| Кюпурджаки  | Κιουπουρτζάκι | Гефираки      | Γεφυράκι      | мост и местност ЮЗ от Череплян                     |
| Караагач    | Καταγάτς      | Птелея        | Πτελέα        | местност в северните поли на Кушница Ю от Череплян |
| Енич Ова    | Ένίτσοβα      | Хионисмени    | Χιονισμένη    |                                                    |